# Lipinia noctua
Lipinia noctua är en ödleart som beskrevs av  René-Primevère Lesson 1826. Lipinia noctua ingår i släktet Lipinia och familjen skinkar. Inga underarter finns listade i Catalogue of Life.